# Asesinato del teniente Castillo

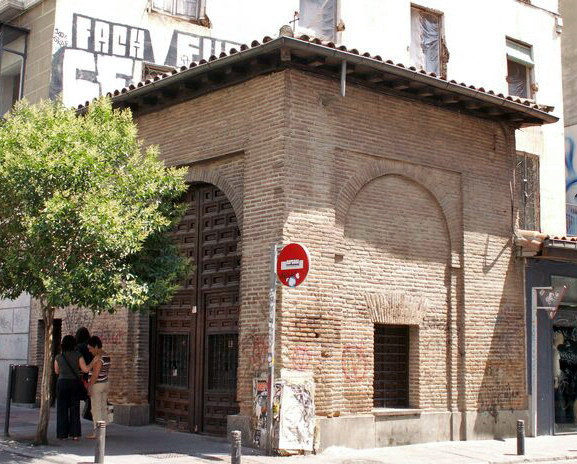
Ermita del Humilladero de Nuestra Señora de la Soledad en la esquina de las calles Fuencarral y Augusto Figueroa. A sus puertas fue asesinado el teniente Castillo.

El asesinato del teniente Castillo tuvo lugar en Madrid (España) el domingo 12 de julio de 1936, durante el periodo de gobierno del Frente Popular. José del Castillo era un teniente de la Guardia de Asalto muy conocido por su compromiso con los socialistas, cuyas milicias entrenaba y además era miembro de la UMRA. Fue asesinado por unos pistoleros de derechas que nunca fueron encontrados cuando hacia las diez de la noche se dirigía a pie al Cuartel de Pontejos para iniciar su guardia. En represalia por su muerte un grupo de guardias de Asalto y de miembros de las milicias socialistas encabezado por el capitán de la Guardia Civil de paisano, Fernando Condés, se presentaron en el domicilio del líder monárquico José Calvo Sotelo con el pretexto de conducirlo a la Dirección General de Seguridad y en el trayecto el socialista Luis Cuenca le disparó dos tiros en la nuca, llevando a continuación su cuerpo al depósito de cadáveres del cementerio de la Almudena. El asesinato de Calvo Sotelo abrió una crisis política sin precedentes en la historia de la Segunda República española y dio el impulso definitivo a la conspiración golpista que desde abril estaba urdiendo un sector del Ejército, apoyado y alentado por las derechas antirrepublicanas. Solo cuatro días después se producía el golpe de Estado de julio de 1936 cuyo fracaso parcial iba a dar inicio a la guerra civil española.

## Antecedentes
El teniente de la Guardia de Asalto José del Castillo había recibido numerosas amenazas de muerte, sobre todo desde su intervención en los incidentes durante el entierro de Anastasio de los Reyes en 1936 en los que habían resultado muertos varios falangistas y derechistas (entre ellos un primo hermano de José Antonio Primo de Rivera) y otros fueron heridos de gravedad, como el carlista José Luis Llaguno Acha (quien en la refriega había recibido un disparo del teniente Castillo). La víspera del día de su boda, que había celebrado por lo civil el 20 de mayo, la novia recibió una carta anónima en la que le preguntaban por qué se casaba «con alguien que, dentro de un mes, será un cadáver».
Las amenazas de muerte las había sentido más cercanas cuando hacia las diez de la noche del 8 de mayo el capitán Carlos Faraudo, también instructor de las milicias socialistas y asimismo miembro de la UMRA, recibió un tiro por la espalda en la céntrica calle de Lista de Madrid mientras regresaba a su domicilio junto a su esposa. El autor del disparo huyó en un automóvil en el que había otras personas. El capitán Faraudo fue llevado inmediatamente a una clínica donde fallecería a la mañana siguiente, 9 de mayo. El autor del disparo nunca fue identificado, aunque parece seguro que el atentado fue obra de unos falangistas. Su nombre aparecía en una lista de militares socialistas, supuestamente confeccionada por la UME, que debían ser asesinados, siendo Faraudo el objetivo número uno. El segundo en la lista era el teniente Castillo. Uno de los militares que también figuraba en la lista, el capitán de artillería Urbano Orad de la Torre, estaba convencido de que el atentado no había sido obra de Falange sino de la UME, por lo que, con la aprobación de sus compañeros de la UMRA, le envió un documento a un miembro de esa organización militar clandestina antirrepublicana en el que se decía que «si volvía a tener lugar otro atentado semejante, replicaríamos con la misma moneda, pero no en la persona de algún oficial del Ejército, sino en la de algún político. Pues eran los políticos los responsables de semejante estado de cosas».
La capilla ardiente del capitán Faraudo se instaló en una dependencia del cementerio del Este y milicianos socialistas y comunistas uniformados formaron la guardia de honor. Acudió mucha gente y destacados dirigentes socialistas y comunistas, así como militares. El teniente Castillo fue uno de los que portaron el féretro, junto con el también teniente de la Guardia de Asalto Máximo Moreno. Ante la tumba el teniente coronel Julio Mangada, «visiblemente emocionado» —era íntimo amigo de Faraudo—, declaró «la necesidad de exigir al Gobierno que obre más enérgicamente contra las provocaciones fascistas y reaccionarias y si no lo hace debemos juramentarnos para hacer pagar ojo por ojo y diente por diente». Terminó su discurso con un viva al pueblo y gritando: «¡Arriba los corazones!». En sus memorias No fue posible la paz José María Gil Robles escribió que Mangada había dicho «Tenemos el deber de juramentarnos para exigir ojo por ojo y diente por diente», tergiversando así sus palabras al suprimir la frase «y si no lo hace».
Al entierro también asistió el capitán Federico Escofet, que se encontraba en Madrid por haber sido elegido compromisario para la elección del presidente de la República, que se celebraría al día siguiente, 10 de mayo. Junto a él un hombre joven le dijo que había que vengar la muerte del capitán Faraudo tomando represalias contra algún alto dirigente de la derecha. Era el capitán de la Guardia Civil Fernando Condés que dos meses más tarde encabezaría el grupo que asesinó al líder monárquico José Calvo Sotelo.
El sábado 11 de julio, veinticuatro horas antes de que el teniente Castillo fuera asesinado, un grupo de falangistas armados había ocupado la emisora Unión Radio de Valencia desde la que habían lanzado la siguiente proclama: «Aquí Falange Española de Valencia que habla desde los estudios de Unión Radio, tomada militarmente por ella, así como las manzanas próximas. Españoles, dentro de breves días se llevará a cabo la revolución nacional sindicalista que nos redimirá a todos. ¡Arriba España!». Los falangistas abandonaron las instalaciones antes de la llegada de los Guardias de Asalto. La reacción de las izquierdas de la capital valenciana fue muy violenta: fueron saqueadas las sedes de partidos de derecha y de la patronal, así como varios periódicos y locales frecuentados por derechistas. Los desmanes se extendieron por toda la ciudad hasta que intervino una unidad de caballería.

## El crimen

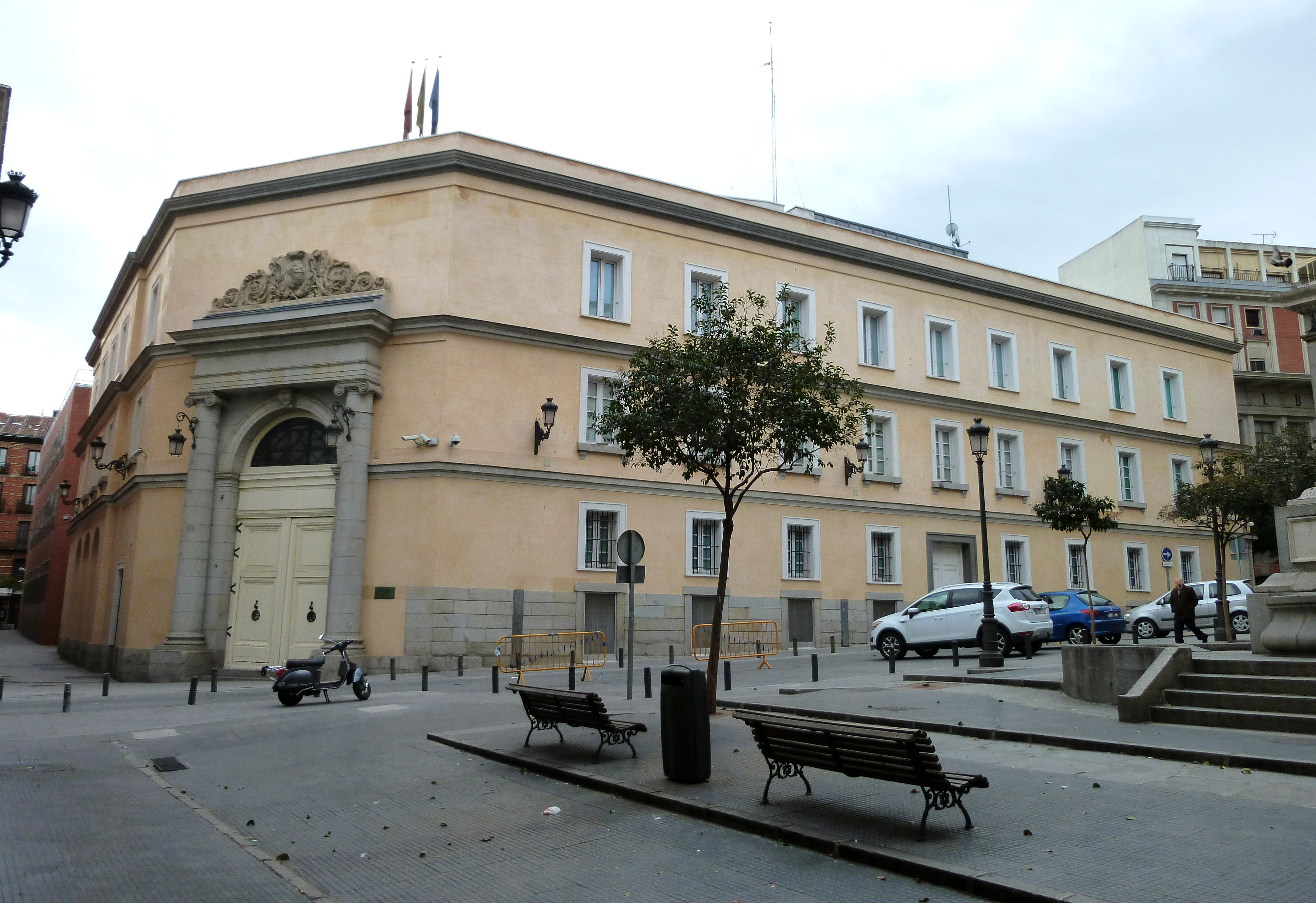
Antiguo cuartel de Pontejos situado en la plaza de Pontejos, justo detrás de la Puerta del Sol. El grupo de la Guardia de Asalto de Pontejos, uno de los cuatro grupos que había en Madrid, estaba bajo las órdenes del comandante Ricardo Burillo. Constaba de cuatro compañías. A la 2.ª, llamada de Especialidades, pertenecía el teniente Castillo. Su capitán era Antonio Moreno Navarro y el otro teniente de la compañía era Alfonso Barbeta.

El teniente de la Guardia de Asalto José del Castillo fue asesinado el domingo 12 de julio cerca de las diez de la noche en una céntrica calle de Madrid. Acababa de despedirse de su esposa Consuelo Morales en su domicilio de la calle Augusto Figueroa. Cuando se dirigía a pie vestido de uniforme al cuartel de Pontejos, cerca de la Puerta del Sol, donde a las diez de la noche entraba de guardia la 2.ª Compañía a la que pertenecía, cuatro individuos le dispararon en la confluencia de Augusto Figueroa con la calle de Fuencarral y después huyeron. Dos transeúntes lo trasladaron en un automóvil al Equipo Quirúrgico de la calle de la Ternera, pero cuando llegaron allí el teniente Castillo ya había fallecido (una de las balas le había dado en el corazón; un segundo proyectil le había dado en el brazo izquierdo rompiéndole el húmero).
Según los historiadores Paul Preston y Gabriel Jackson, los autores del asesinato del teniente Castillo fueron cuatro pistoleros falangistas, pero Ian Gibson tras una exhaustiva investigación señala a unos carlistas pertenecientes al Tercio de requetés de Madrid que querían vengar a Llaguno Acha. Gibson descarta la autoría de Falange porque unos días antes, el 9 de julio, un grupo de falangistas lo habían intentado pero habían fallado. Apunta a los carlistas porque unos minutos después de haberse producido el asesinato del teniente Castillo el padre de Llaguno Acha recibió la siguiente llamada telefónica: «Dígale usted a su hijo que le hemos vengado». La otra prueba que aporta Gibson es el testimonio de J.A. (los únicos datos que da de él es que era requeté y que entonces tenía dieciséis años), quien le confesó que había participado en el atentado vigilando una de las bocacalles de Fuencarral y que después de oír los tiros se marchó en metro a su casa. J.A. le dijo a Gibson: «Yo no presencié el asesinato, pero le puedo asegurar que fue una represalia de la Comunión Tradicionalista, del Requeté de Madrid, por el atentado que Castillo hizo contra José Luis Llaguno en el entierro de Anastasio de los Reyes». Gibson también aporta el testimonio del propio José Luis Llaguno quien confirma lo dicho por J.A. de que el autor material del asesinato fue el requeté Antonio Coello, que moriría en la batalla del Ebro, y que habría contado con la colaboración de un carlista de Mondragón. «Por todo ello creemos que, acerca del asesinato de Castillo, ya no quedan dudas. Fue una represalia de los requetés por el episodio en que aquel teniente de Asalto hirió gravemente a Llaguno Acha», concluye Gibson.
Hugh Thomas, por su parte, afirma que «parece ser que los asesinos de Castillo eran falangistas», aunque Thomas especula con la posibilidad de que fueran miembros de la UME. Esta última posibilidad es la que le pareció más verosímil a Julián Zugazagoitia. Por su parte Luis Romero señala que se desconoce la identidad de los agresores y que «sobre quién mató a Castillo ha corrido mucha tinta». Romero se limita a decir que el asesinato fue «perpetrado por la derecha» y que «formaba parte de una cadena de atentados y represalias». También recuerda que en el bando sublevado se difundió la «pura y malévola fantasía» —Ian Gibson la califica de «descabellada tergiversación de los hechos»— de que quienes le había matado habían sido los mismos que asesinaron a Calvo Sotelo como represalia por haberse negado el teniente Castillo a matar al líder monárquico por escrúpulos de conciencia.
En el Equipo Quirúrgico se presentó el director general de Seguridad José Alonso Mallol acompañado del jefe superior de la Guardia de Asalto, teniente coronel Sánchez Plaza, y el comisario general de la Brigada Criminal Antonio Lino, junto con otros policías y guardias de Asalto. Los oficiales de la Guardia de Asalto, muchos de ellos amigos y compañeros del muerto, estaban muy exaltados, especialmente el capitán Eduardo Cuevas de la Peña, jefe de la 6.ª Compañía de Pontejos, y el teniente Alfonso Barbeta, de la 2.ª Compañía. Uno de los dos —los testigos difieren— en un gesto desafiante le lanzó su gorra a los pies de Alonso Mallol, quien a pesar de ello no tomó ninguna medida disciplinaria contra él y se limitó a pedir calma. Decidió que el cadáver fuera trasladado a la Dirección General de Seguridad, situada en la calle de Víctor Hugo, donde se instaló la capilla ardiente, concretamente en el llamado salón rojo. Allí acudió la esposa del teniente Castillo acompañada de varios familiares. Guardias de Asalto formaron la guardia de honor del cadáver cuyo ataúd fue semicubierto por una bandera roja. También acudieron miembros de las milicias socialistas de «La Motorizada», de la que el teniente Castillo era instructor, encabezados por su jefe Enrique Puente y entre los que se encontraban Luis Cuenca, hábil en el manejo de la pistola y que en algunas ocasiones había actuado como escolta del líder socialista centrista Indalecio Prieto, y Santiago Garcés, que también había prestado servicios de protección. Todos ellos estaban conmocionados por el asesinato del teniente Castillo, pero sobre todo Luis Cuenca, amigo personal suyo.

## Consecuencias

### La venganza: el asesinato de Calvo Sotelo
Alrededor de la medianoche se concentraron en el cuartel de Pontejos de la Guardia de Asalto oficiales, suboficiales y guardias compañeros de Castillo, algunos de ellos de paisano. También acudieron civiles pertenecientes a las milicias socialistas, sobre todo de «La Motorizada» (Cuenca y Garcés entre ellos), y un capitán de la guardia civil de paisano. Se trataba de Fernando Condés, amigo íntimo de Castillo (ambos eran instructores de las milicias socialistas y pertenecientes a la UMRA). En medio de la indignación, muchos clamaban venganza por este y otros asesinatos cometidos por pistoleros derechistas, como había sido el caso del capitán Faraudo. Los más exaltados decían: «¡Esto no podemos admitirlo! ¡No lo podemos tolerar por más tiempo! ¡El Gobierno les está dejando [a los falangistas] que nos asesinen y no va a hacer nada!».
Un grupo de oficiales de la Guardia de Asalto —entre ellos el capitán Antonio Moreno, jefe de la 2.ª Compañía— se marcharon de Pontejos para entrevistarse con el ministro de la Gobernación Juan Moles a quien le exigieron de forma poco disciplinada el inmediato castigo de los culpables, que ellos consideraban que eran pistoleros de Falange. Consiguieron que les proporcionaran una lista con el nombre y dirección de miembros de ese partido sospechosos «de ser actuantes en las bandas de pistoleros» para ir a detenerlos inmediatamente. Los camaradas de Castillo, según Gabriel Jackson, querían «hacer una venganza espectacular» y «sin tener en cuenta ningún partido político o programa, y sin reflexionar en las grandes repercusiones de su acto, decidieron asesinar a un jefe derechista importante». Eligieron al líder monárquico José Calvo Sotelo. Hacia las dos y media de la madrugada del lunes 13, un grupo de guardias de Asalto y de miembros de las milicias socialistas encabezado por el capitán de la Guardia Civil de paisano Fernando Condés se presentaron en su domicilio con el pretexto de conducirlo a la Dirección General de Seguridad y en el trayecto el socialista Luis Cuenca le disparó dos tiros en la nuca, llevando a continuación su cuerpo al depósito de cadáveres del cementerio de La Almudena. El cadáver fue identificado a media mañana.

### La respuesta del Gobierno del Frente Popular
A primeras horas de la noche del lunes 13 el Gobierno, que estuvo reunido todo el día, entregó a los periodistas una breve nota en la que condenaba y equiparaba (de lo que se quejó el líder de la CEDA José María Gil Robles) los asesinatos del teniente Castillo y de Calvo Sotelo: «El Consejo de Ministros, ante los hechos de violencia y que han culminado en la muerte del oficial de Seguridad señor Castillo y el diputado a Cortes don José Calvo Sotelo, hechos de notoria gravedad, y para cuya execración tiene que formular las más sinceras y encendidas protestas, se cree en el caso de hacer una declaración pública en el sentido de que procederá inmediatamente con la mayor energía y la severidad más clara, dentro de los preceptos de la ley de Orden Público, a tomar todas aquellas medidas que demanda la necesidad de mantener el espíritu de convivencia entre los españoles y el respeto elemental a los derechos de la vida humana». En la nota se informaba del nombramiento de un juez especial para cada caso, ambos magistrados del Tribunal Supremo (Enrique Iglesias Portal para el de Calvo Sotelo y Sánchez Orbeta para el de Castillo). Según Alfonso Bullón de Mendoza, los dos asesinatos «desde un punto de vista humanitario eran igualmente reprobables, pero evidentemente no tenían la misma relevancia política», como intentó hacer ver al Gobierno y a la mayoría parlamentaria que le apoyaba el líder de la CEDA José María Gil Robles en la reunión de la Diputación Permanente que tuvo lugar en la mañana del miércoles 15:

El Gobierno ¿no tiene que hacer otra cosa que publicar una nota anodina, equiparando casos que no pueden equipararse y diciendo que los Tribunales de Justicia han de entender en el asunto, como si fuera una cosa baladí que un jefe político, que un jefe de minoría, que un parlamentario sea arrancado de noche de su domicilio por unos agentes de la autoridad, valiéndose de aquellos instrumentos que el Gobierno pone en sus manos para proteger a los ciudadanos; que le arrebaten en una camioneta, que se ensañen con él, que le lleven a la puerta del cementerio, que allí le maten y le arrojen como un fardo en una de las mesas del depósito de cadáveres? ¿Es que eso no tiene ninguna gravedad?

Poco después de hacerse pública la nota del Gobierno, se presentaron en el ministerio de la Guerra, donde su presidente Santiago Casares Quiroga tenía su despacho (pues también ostentaba esa cartera), destacados dirigentes del PSOE (Indalecio Prieto, Juan Simeón Vidarte), la UGT (Manuel Lois Fernández), las JSU (Santiago Carrillo), el PCE (Vicente Uribe) y la Casa del Pueblo de Madrid (Edmundo Domínguez) para ofrecerle todo su apoyo si tenía lugar la sublevación militar que todos pensaban que se iba producir de forma inminente, lo que Casares Quiroga agradeció, pero no dio importancia a los rumores sobre el posible golpe militar. Según Ian Gibson, «el asesinato del teniente Castillo convenció a las izquierdas de la urgente necesidad de hacer frente común contra el fascismo» y «el asesinato de Calvo Sotelo hacía aún más imperiosa la unión de esfuerzos, pues era opinión general que aquel crimen tendría el efecto de precipitar la sublevación que todos presentían que se preparaba». Horas después, madrugada del martes 14, estas organizaciones (la CNT no había sido invitada a la reunión que mantuvieron) hicieron pública una nota conjunta:

Conocidos los propósitos de los elementos reaccionarios enemigos de la República y del proletariado, los elementos políticos y sindicales representados por los firmantes se han unido y han establecido una coincidencia absoluta y unánime en ofrecer al Gobierno el concurso y la ayuda de las masas que le son afectas para cuanto signifique defensa del régimen y resistencia contra todo lo que pueda hacerse contra él.

La falta de iniciativa del gobierno para esclarecer el asesinato de Calvo Sotelo contrastó con la febril actividad desplegada contra las derechas, aunque no se consiguió descubrir quiénes habían matado al teniente Castillo. Así, cerca de doscientos falangistas y derechistas fueron detenidos y las sedes madrileñas de Renovación Española, el partido de Calvo Sotelo, fueron cerradas. Para dar la «impresión de firmeza y de equidad» también fueron cerradas las sedes de la CNT, que en esos momentos estaba sosteniendo una dura pugna con el sindicato socialista UGT por la huelga de la construcción de Madrid que se prolongaba ya más de un mes. De esto se quejó el órgano de la CNT Solidaridad Obrera en su edición del jueves 16 que salió a la calle con los titulares de la primera página censurados y con un tercio del editorial en blanco (continuaba vigente el estado alarma aprobado en febrero): «¡Basta ya: solo los locos y los agentes provocadores pueden establecer puntos de contacto entre el fascismo y el anarquismo! [...] No se puede permitir este juego indigno e innoble que debilita las fuerzas de resistencia y ataque al fascismo coincidentes en la lucha contra el enemigo común... Vigilen los socialistas y comunistas el panorama de España, y ellos verán si les conviene denigrar, insultar y desprestigiar a la CNT».

### La reacción de las izquierdas
La prensa republicana progubernamental destacó más el asesinato del teniente Castillo que el de Calvo Sotelo, mientras que la prensa de derechas como ABC y El Debate hacía lo contrario, aunque en inferioridad de condiciones porque el gobierno les prohibió publicar ningún comentario recurriendo a los poderes que le otorgaba el vigente estado de alarma. Uno de los pocos diarios que intentó mantener cierto equilibrio fue Ahora que publicó en portada las fotografías de las dos víctimas y en las páginas interiores calificó las dos muertes de «crímenes abominables».
Política, el órgano oficioso de Izquierda Republicana (el partido del presidente del Gobierno y del presidente de la República), tituló en primera página en grandes caracteres acompañados de imagen «El teniente de Asalto don José Castillo asesinado por unos pistoleros», mientras le dedicaba un pequeño titular a final de la página al asesinato de Calvo Sotelo que decía: «Muerte violenta del señor Calvo Sotelo. El jefe monárquico es detenido en su domicilio y su cadáver aparece en el cementerio». En el editorial atacaba a los reaccionarios que aguardan «la ocasión para dar un asalto al poder» aunque también a los exaltados que aplican la ley del talión porque «contribuyen a facilitar banderas a los enemigos del régimen, que, sin cesar en su táctica de error [sic], se presentan como víctimas de la persecución que no existe». El Liberal decía en su editorial dedicado a los dos homicidios: «Si estando en la oposición hacen lo que hacen, ¿qué no harían cuando estuviesen en el poder? Están incapacitados para gobernar los que a falta de los sufragios del pueblo acuden a la violencia. La República seguirá su camino, serena, inconmovible, imponiendo de grado o por fuerza la voluntad nacional». La Libertad escribió: «No aceptamos la violencia, pero tampoco toleramos que se cometan asesinatos del pueblo, ahogándole en oleadas de tiranía y miseria».
El diario socialista caballerista Claridad dedicó toda la portada al asesinato del teniente Castillo y el asesinato de Calvo Sotelo lo relegó a la última página dedicándole solo unas pocas líneas. Mucho más lejos fue el también caballerista El Obrero de la Tierra del 18 de julio —sin que le hubiera dado tiempo a recoger en sus páginas la sublevación del día anterior del ejército en el Protectorado Español de Marruecos— pues justificó el asesinato de Calvo Sotelo al afirmar que su muerte había sido la «consecuencia lógica de estos últimos atentados criminales fascistas» llevados a cabo por «las cuadrillas mercenarias a sueldo de la reacción», y a continuación hizo un llamamiento para la organización de las «Milicias Populares». Si el fascismo triunfaba, decía El Obrero de la Tierra, «la sangre correrá a torrentes. Y antes de que eso ocurra vale más que corra la suya que la nuestra».
Aún más radical fue la respuesta del Partido Comunista de España (PCE), cuyo secretario general José Díaz una semana antes ya había criticado al gobierno por hacer «concesiones al enemigo, llevado de un absurdo afán de convivencia». El PCE presentó una proposición de ley el mismo día 13 por la tarde (y que fue publicada por Mundo Obrero) donde se pedía nada menos que la supresión de la oposición de derechas, el encarcelamiento de sus dirigentes y la confiscación de su prensa. Lo «justificaba» en el preámbulo de la proposición al hacer responsables a «los elementos reaccionarios y fascistas, enemigos declarados de la República», del «asesinato de los mejores defensores del pueblo y del régimen» (en referencia al teniente Castillo) y a los que también acusaba de «conspirar contra la seguridad» del «pueblo».
Por su parte, el líder “centrista” del PSOE Indalecio Prieto publicó en la mañana del martes 14 un artículo en su periódico El Liberal de Bilbao titulado «Apostillas a unos sucesos sangrientos» que fue reproducido al día siguiente, total o parcialmente, por toda la prensa favorable al gobierno. El artículo, que según Luis Romero impresionó «a los lectores de ambos bandos y al público en general», comenzaba relatando la serie de «crímenes políticos» que de un signo y de otro se venían produciendo en Madrid desde los incidentes durante el entierro de Anastasio de los Reyes —alabando de paso la actuación en los mismos del teniente Castillo— para pedir a continuación que se les pusiera fin: «Digo simplemente que, por el honor de todos, esto no puede continuar». Después informaba de la reunión de las organizaciones obreras que había tenido lugar en la noche del lunes 13 destacando que habían dejado de lado sus diferencias para hacer frente al «enemigo» —«todas las discordias quedaron ahogadas. Frente al enemigo, la unión», escribe—. El artículo terminaba con la siguiente advertencia:

Si la reacción sueña con un golpe de estado incruento, como el de 1923, se equivoca de medio a medio. Si supone que encontrará al régimen indefenso, se engaña. Para vencer habrá de saltar por encima del valladar humano que le opondrá las masas proletarias. Será, lo tengo dicho muchas veces, una batalla a muerte, porque cada uno de los dos bandos sabe que el adversario, si triunfa, no le dará cuartel. Aun habiendo de ocurrir así, sería preferible un combate decisivo a esta continua sangría.

El PSOE y el resto de organizaciones obreras del Frente Popular tuvieron que volver a reunirse el jueves 16 de julio, porque Francisco Largo Caballero, que acababa de volver de Londres a donde había ido para asistir al Congreso de la Internacional Sindical Socialista, manifestó que no apoyaba la nota conjunta hecha pública en la madrugada del día 14 porque no reconocía a la Comisión Ejecutiva del PSOE controlada por los centristas a la que consideraba «facciosa». En el documento que finalmente se aprobó, con la abstención de la UGT, se instaba a preparar en toda España comités obreros para organizar «milicias populares», solicitar al gobierno armas para ellas y depurar a los militares. Incluso se ofrecía al Gobierno poderse integrar en esos comités —una especie de «sóviets armados», según Stanley G. Payne—.

### El funeral

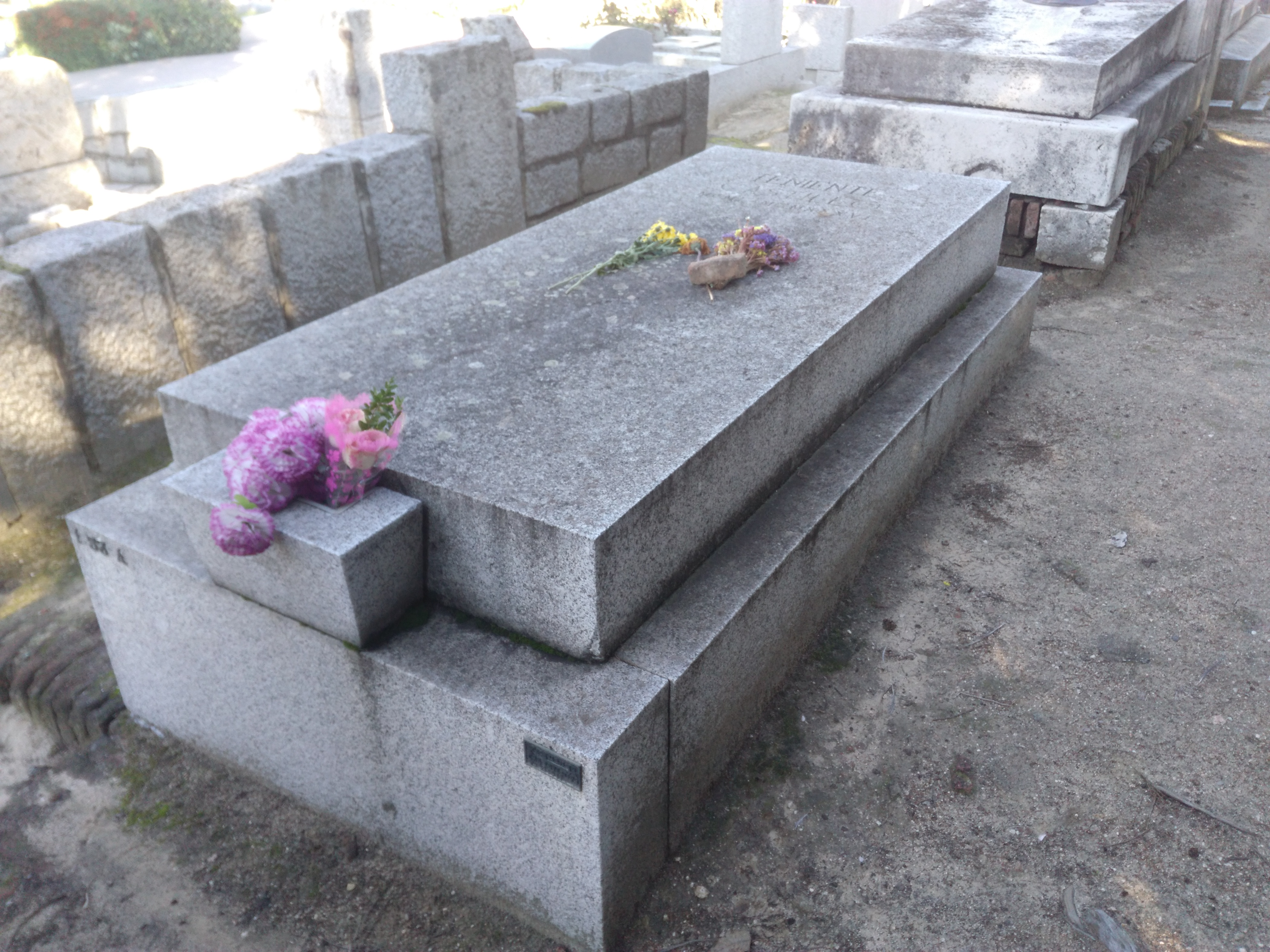
Tumba del teniente Castillo en el cementerio civil de Madrid.

El entierro del teniente Castillo se celebró en el cementerio civil de Madrid en la mañana del martes 14 de julio (en principio estaba previsto para las 16:30 del día anterior pero el Gobierno decidió aplazarlo ante el ambiente exaltado que se vivía en la capital) y constituyó una gran manifestación de la fuerza de las organizaciones obreras. Por la capilla ardiente instalada en el salón rojo de la Dirección General de Seguridad (DGS) ya habían pasado muchas personas que habían llenado los pliegos de firmas. Para evitar problemas durante el recorrido entre la DGS y el cementerio el Gobierno había ordenado el traslado del féretro de madrugada —lo que provocó las protestas del diario largocaballerista Claridad del día siguiente y de numerosas personas que a primera hora de la mañana acudieron a la sede de la DGS para participar en el cortejo fúnebre que creían que saldría de allí—. Debido a la gran afluencia de público (se congregó una «muchedumbre extraordinaria», según El Socialista) el sepelio, previsto para las diez de la mañana, tuvo que retrasarse. Junto a la viuda Consuelo Morales y otros familiares, estuvieron presentes numerosos dirigentes de los partidos y organizaciones de la izquierda (con Indalecio Prieto como figura más destacada), además de muchos oficiales de la Guardia de Asalto y del Ejército (algunos de ellos instructores de las milicias socialistas). La representación oficial del Gobierno la encabezaron el subsecretario del ministerio de la Gobernación Bibiano Fernández Osorio y Tafall y el director general de Seguridad Alonso Mallol. También asistió el alcalde de Madrid Pedro Rico acompañado de dos concejales socialistas. El discurso fúnebre lo pronunció el coronel Julio Mangada —que ya había pronunciado la oración fúnebre en el entierro del capitán Carlos Faraudo— y las milicias uniformadas de las Juventudes Socialistas desfilaron ante el féretro, cubierto con una bandera roja, saludando con el puño en alto. También habló el comunista Jesús Hernández que dijo: «¡Ya no más! ¡Ya no podemos aguantar más asesinatos de nuestra gente!». «La amenaza de una sublevación contra la República pesaba aquella mañana en todos los ánimos», recordó muchos años después un joven estudiante de Medicina, simpatizante socialista, que asistió al funeral.
Cuando terminado el acto los que habían participado en él salieron del cementerio civil se toparon con la gente que acudía al entierro de Calvo Sotelo en el cementerio del Este. «La avenida de Daroca [que comunica ambos cementerios] estaba abarrotada de gente de los dos bandos. Hubo enfrentamientos, gritos, amenazas, puños en alto y saludos romanos. El ambiente no podía estar más crispado». Esa misma noche Indalecio Prieto escribió un artículo titulado «La España actual reflejada en el cementerio» que fue publicado al día siguiente por su diario El Liberal de Bilbao. En él decía:

Son tan profundas nuestras diferencias, que ya no pueden estar juntos ni los vivos ni los muertos. Parece como si los españoles, aun después de muertos, siguen aborreciéndose. Los cadáveres de don José del Castillo y don José Calvo Sotelo no podían ser expuestos en el mismo depósito. De haberlos juntado se habrían acometido ferozmente ante ellos sus respectivos partidarios, y al depósito le hubiera faltado espacio para la exposición de nuevas víctimas.